# Freya (Katze)

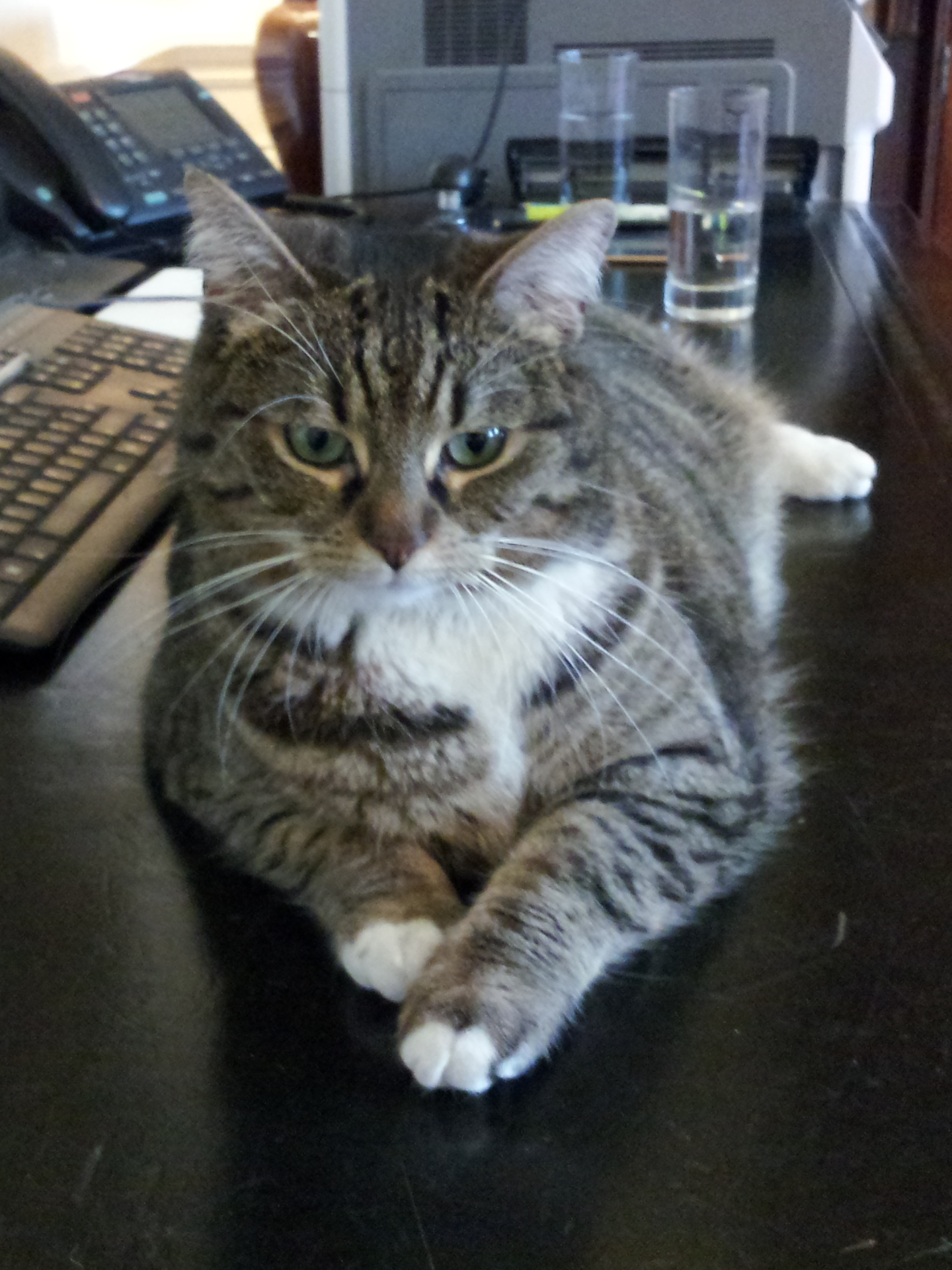
Freya, 2012

Freya (* im April 2009, † 4. August 2022) war eine Katze, die zwischen 2012 und 2014 unter Premierminister David Cameron als Chief Mouser to the Cabinet Office diente.

## Hintergrund
Die Tabbykatze Freya gehörte dem britischen Schatzkanzler George Osborne und seiner Familie.
2009, als Freya erst wenige Monate alt war, verschwand sie vom Grundstück der Familie aus Notting Hill. Nach ausgiebiger Suche gab die Familie die Hoffnung auf. Im Juni 2012 fand Frances Osborne, die Frau des Schatzkanzlers, die Katze jedoch wieder. Sie zog dann wieder zur Familie in die 10 Downing Street.

## Freya als Mäusejäger
2012 entließ David Cameron den Chief Mouser to the Cabinet Office, den Kater Larry, und ersetzte ihn wegen seiner Faulheit durch Freya. Es stellte sich jedoch heraus, dass sich die Situation nicht verbesserte, weshalb Cameron Larry weiter dienen ließ. Daher waren sie beide gemeinsam die „Obersten Mäusejäger des Kabinetts“. Ab November 2014 lebte Freya in Kent, da sie in der Stadt mehrfach entlaufen war.